# Snow Crash
A Snow Crash egy 1992-ben megjelent science fiction regény Neal Stephenson tollából. A regény a cyberpunk irodalom egyik legfontosabb alkotása, mely már tartalmazza Stephenson későbbi műveinek az alapjait. Ezek közé sorolható a történelem, a nyelvészet, az antropológia, a régészet, a vallás, a számítástechnika, a politika, a kriptográfia, a memetika és a filozófia.
A regény címét (magyarra fordítva ’lavina’) a szerző az In the Beginning… was the Command Line („Kezdetben… vala a parancssor”) című esszéjében magyarázta meg, mely szerint a statikus képernyő gyakori hibajelenség volt az első Apple Macintosh számítógépeknél, és ezt meglátva azonnal egy lavina jutott eszébe.
A Snow Crash történetében a sumer nyelv egyfajta firmware programozási nyelvként jelenik meg, és BIOS-szerű hatást gyakorol az emberi agytörzsre. A könyv szereplői szerint a vírus Asera istennő a virtuáltérben lévő megelevenedése, Enki istenség pedig írt egy ellenprogramot, egy úgynevezett „nam-sub”-ot, melynek eredményeképp az emberek elkezdtek különböző nyelven beszélni (hasonlóan a Bábel tornyához). A regény története vegyíti a sumer mitológiákat a posztmodern cyberpunk jellegekkel, és több kritikus szerint Stephenson ki is figurázza a zsánert.
A könyv rövid időn belül óriási népszerűséget ért el, és Stephensont a modern sci-fi-írók legnagyobbjai közé emelte. A Snow Crash-t jelölték a British Science Fiction-díjra 1993-ban, 1994-ben pedig az Arthur C. Clarke-díjra. Stephenson műve hatással volt több, a jövőben megszülető informatikai találmányra is. Ilyen például a Google Föld, a Second Life vagy épp maga az MMORPG jelenség. Eme regénynek köszönhetően terjedt el az „avatár” szó, mint kifejezés a virtuális alteregóra.
Magyar nyelvű kiadása azonban a külföldi sikerek ellenére csak jóval később, 2006-ban jelent meg az Ulpius-ház Könyvkiadó és a Metropolis Media kiadásában a Galaktika Fantasztikus Könyvek-sorozat egyik első könyveként. Később, 2020-ban a Fumax kiadó adta ki a regényt, javított fordítással és kemény fedeles kivitelben.

## A Snow Crash világa
A történet helyszíne a közeljövő Amerikája. Hangsúlytalanná váltak az államok, széthullott az államigazgatás, a rend látszatának megtartásához elengedhetetlen funkciókat cégek biztosítják. A Kongresszusi Könyvtár fuzionált a CIA-vel, úgyis mindkettőnek az információ a profilja. A korábbi állami fenntartású autópályák kereskedelmi útként, megfelelő, célcsoportra lebontott üzleti tervekkel üzemeltek tovább, a hadsereg őrző-védő cégekké alakította magát. Szövetségi államok helyett FAKÁJ-okban (Franchise-Alapú Kvázi-Állami Jogalanyokban) laknak az emberek, amelyek viszont kiszámíthatóan ugyanolyanok, bármelyik megvalósításba tévedjen is be az arra járó. Nevük nincs is ezeknek az államocskáknak, csak számuk, kényelemhez szokott, egymással ugyancsak felcserélhető lakosságuk, bérelt rendőrségük és ezzel bérelt nyugalmuk. Léteznek még városok, de ott csak a bevándorlók és az utcák népe él, illetve az „okos fiatalemberek, mint Da5id és Hiro, akik vállalják a város kockázatait, mert szeretik az izgalmat, és bírják a terhelést”. A régi világból egyedül a posta maradt meg, de az is átformálódott önmaga paródiájává, csak az Amerikai Egyesült Államok FAKÁJ-on, azaz Fedlanden belül működik.

### Metaverzum
A fizikai valóságban létező helyek mellett komoly szerepe van a történetben a Metaverzumnak is, a cselekményben szereplő virtuális valóságnak. A Metaverzum topológiája épp ezért eltér a szabályos, kocka alakú, rácspontokkal tagolt gibsoni mátrixtól. Az alakja tökéletes gömb, hasonló tárul elénk, ha az internet térképére nézünk, alapjául pedig a kettes szám szolgál, amire természetesen magyarázatot is kapunk: „Itt a 2 az egyetlen fontos szám, mert ennyi számjegyet képes felismerni egy számítógép. Az egyik a 0, a másik az 1. A hackerek rögtön felismernek minden számot, amelyet létre lehet hozni a kettesek fetisisztikus összeszorzásával, esetleg levonva egyet az eredményből”.
Hasonlóan megkapó, amit a Metaverzum tengelyét képező Utcáról megtudunk. Nincs fizikai szimuláció, a felhasználók avatárjain át lehet sétálni, mert túl sok gépidőt venne igénybe minden avatár helyének a kiszámolása. Hack az egész, a szó nemes értelmében. Természetesen kész sincs, a Belvárosból kifelé haladva fogynak a házak, egyre kisebbek lesznek az épületek, eltűnnek a neonreklámok, majd elérkezünk a Metaverzum nagyobb részét kitevő sötét semmiig. Pezsgés, üzletek, reklámok csak a belépési pont közvetlen környékén vannak. Nem egy készre szabott, kialakult virtuális valóság a Metaverzum, hanem a hackerek olyan játéka, amely félkészen bár, de már eljutott a felhasználókhoz, üzletemberekhez. Jellegét tekintve leginkább a dotkom előtti internethez hasonlít.

## A mű cselekménye
|  | Alább a cselekmény részletei következnek! |

Hiro Protagonist elveszti állását pizzafutárként. Ekkor ismerkedik meg Y. T.-vel, tizenöt éves kurírral, akivel közösen elhatározzák, hogy együttműködnek. Kiderítik, hogy egy gyilkos vírus, a snow crash elkezdte szedni az áldozatait azzal, hogy megfertőzi az agyukat. De nem csak az óvatlan hackerek elméjét fertőzi meg a virtuális világban, hanem a valóságba is képes kiszivárogni. Ahogy Hiro és Y.T. elmélyül az ügyben, kiderítik, hogy a vírus mitológiai elemeit tekintve kapcsolódik a sumer mitológiában is szereplő istenekhez, és a Biblia néhány szakaszához.
Egy L. Bob Rife nevű férfi, aki képes beszélni ennek a vírusnak a programozási nyelvét, elkezdi világhódító hadműveletét. Segítségére van Raven, a bosszúszomjas férfi, aki részt vesz a snow crash terjesztésében. Egy keresztény misszionárius, Juanita, és Hiro exbarátnője beavatja a hackert a sumer mitológia és a vírus közötti párhuzamba, és elküldi a fiatalembert a könyvtárba, hogy ott mindent kideríthessen a sumer istenekről.
Hiro ezután megindul, hogy szembenézzen Rife-fal. Y.T.-t közben Raven elfogja, és a lány akaratán kívül szeretkezni kényszerül a férfival. Ezután közvetíti a nam-subot Hirónak, aki Juanitával együttműködve meggátolja a vírus terjedését. Hiro a metaverzumban küzd meg Ravennel, és legyőzi, míg Rife és Raven életére a valóságban Enzo bácsiék tesznek pontot. Hiro és Juanita között kezd újra kialakulni a szerelem, míg Y.T.-t hazaviszi az anyja.
|  | Itt a vége a cselekmény részletezésének! |

## Főbb szereplők
- Hiroaki „Hiro” Protagonist: a történet egyik főhőse, félig ázsiai, félig afrikai fiatalember, az utolsó szabadúszó hacker. Magára rettegett szamurájként hivatkozik. Motorral és két szamurájkarddal járja a virtuális teret és a valóságot. A világ legjobb vívója.
- Y.T.: a második főszereplő, tizenöt éves futárlány. Éles nyelve és pimasz természete miatt gyakran kerül bajba. A neve a Yours Truly („Igaz Barátod”/„Szerénységem”/„Őszinte híved”, a magyar fordításban Yo Tesó) rövidítése. Egyedül él az anyjával.
- Raven: a főellenség, aki rászabadítja a snow crash vírust Metaverzumra és a valóságra. Elhunyt szülei miatt akar bosszút állni a világon.
- Lusta Dick: eredeti nevén Squeaky. Rendőr, aki akaratán kívül bevonja Hirót a snow crash elleni nyomozásba.
- Juanita Marquez: Hiro volt barátnője; keresztény aktivista. Ő segít elindítani Hirót a nyomozásban. Hiro még mindig gyengéd érzelmeket táplál iránta.
- Enzo bácsi: a La Cosa Nostra pizzéria vállalat vezetője, kezdetben Hiro, majd Y.T. főnöke.

## Kritika
A Snow Crashnek köszönhetően lett Stephenson az 1990-es évek egyik legjelentősebb sci-fi-szerzője. A könyvet a Time magazin beválogatta az 1923 óta írt legjobb angol nyelvű regények listájába.
A regényt több kritikusa is a cyberpunk paródiájának tartotta, és díjazta az abszurd és szatirikus humort, ami áthatja a könyvet.

## Hatása
Bár a Habitat című, 1986-ban kiadott szoftverben már felbukkant az avatár kifejezés a virtuális alteregóra, a Snow Crashnek köszönhetően terjedt el, és azóta is használják az interneten és a videojátékokban.
A legtöbb glóbusszimulátor (pl NASA World Wind) hasonlóságot mutat a Stephenson regényében szereplő „Föld” című szoftverrel. A Google Earth egyik feltalálója azt állítja, hogy a programra a Snow Crash volt hatással, egy másik pedig azt, hogy a Powers of Ten hatott rájuk.
Michael Abrashre nagy hatással volt a metaverzum, mikor elhagyta a Microsoftot, hogy az Id Software-hez csatlakozhasson szoftverfejlesztőként. Azt nyilatkozta, hogy a teljesen 3D-s világa lenyűgözte őt, és szeretett volna valami hasonlót programozni. Ennek lett eredménye a Quake.

## Filmadaptáció
A regényt a nagy sikerre való tekintettel már a megjelenése után nem sokkal leopciózták a filmesek. Vincenzo Natali véleménye szerint a regényt nem lehet belesűríteni egy néhány órás produkcióba, de egy filmsorozat sikeresebben adaptálhatná.
1996-ban bejelentették, hogy Jeffrey Nachmanoff adaptálja a regényt a Kennedy Marshall Co. és a Touchstone Pictures megbízásából. Marco Brambilla rendezte volna a filmet. 2012 júniusában Joe Cornish, az Idegen arcok című film rendezője vállalta a film elkészítését a Paramount Studios részére. 2016 júliusában Frank Marshall producer azt nyilatkozta, hogy 2017-ben megkezdődhet a film forgatása.
2017 augusztusában az Amazon Studios bejelentette, hogy betársulnak egy egyórás epizódokat tartalmazó, a regényen alapuló sci-fi tévésorozat forgatásába, melyet a Paramount Picturesszel közösen készítenek. A munkálatokat Joe Cornish és Frank Marshall felügyeli. 2019-ben az HBO Max jelentette be, hogy platformot biztosít a sorozatnak az Amazon helyett, de továbbra is a Paramount gyártja és Cornish marad a projekt felügyelője.

## Magyarul
- Snow crash; ford. Kodaj Dániel; Metropolis Media, Bp., 2006 (Galaktika fantasztikus könyvek)